# Каллій (син Феніппа)
Каллій (дав.-гр. Καλλίας) — афінський аристократ VI століття до н. е.
Належав до старшої гілки роду Керіків. Один з перших відомих членів сім'ї, умовно званої «Калліями», або «Калліями-Гіппоніками». У просопографічній та генеалогічній літературі для зручності зазвичай іменується Каллієм (I).
Прославився своїми успіхами на панеллінських змаганнях. Його квадрига перемогла на Піфійських іграх, потім його кінь виграв перегони в Олімпії, і там же, на 54-х іграх в 564 до н. е. у гонках колісниць четвірка принесла йому другу нагороду.
Каллій був запеклим супротивником Пісістрата; за повідомленням Геродота, він був єдиним з афінян, хто наважився купити маєтки тирана, виставлені на аукціон після його вигнання.
Багатство дозволило йому зробити незвичайний подарунок своїм трьом дочкам: крім великого приданого, він дозволив їм самим вибрати собі чоловіків. Подібний лібералізм в епоху, коли шлюб був комерційною угодою, а дівчата — свого роду «товаром», викликав чимале здивування і був спеціально відзначений Геродотом.
Історик не повідомляє, кого дівчата вибрали в чоловіки. За припущенням Харві Шапіро, одна з дочок Каллія вийшла за свого земляка Лісімаха з дему Алопеки, і стала матір'ю знаменитого Арістіда, інша — за якогось Струтона, а третя стала дружиною Кратія з роду Алкмеонідов, якому народила сина Каллія.
Сином Каллія був Гіппонік Аммон.